# Kaw Valley FC
El Kaw Valley FC es un equipo de fútbol de Estados Unidos que juega en la USL League Two, la cuarta división de fútbol del país.

## Historia
Fue fundado en el año 2017 en la ciudad de Lawrence, Kansas como uno de los equipos de expansión de la USL PDL para la temporada 2018, temporada en la cual terminó en tercer lugar de su división y no avanzó a los playoff.
Luego de que se declarara la desaparición de la USL PDL al finalizar la temporada 2018 se convirtió en uno de los equipos fundadores de la USL League Two en el año 2019, temporada en la que terminaron en segundo lugar de su división y llegaron a la final de conferencia donde fueron eliminados por el eventual campeón Flint City Bucks.

## Temporadas
| Año  | División | Liga           | Temporada Regular | Playoffs             | US Open Cup  |
| ---- | -------- | -------------- | ----------------- | -------------------- | ------------ |
| 2018 | 4        | USL PDL        | 3.º, Heartland    | No clasificó         | No participó |
| 2019 | 4        | USL League Two | 2.º, Heartland    | Final de Conferencia | No participó |